# North Ormsby
North Ormsby – wieś i civil parish w Anglii, w Lincolnshire, w dystrykcie East Lindsey. W 2011 civil parish liczyła 164 mieszkańców. North Ormsby jest wspomniana w Domesday Book (1086) jako Ormesbi.